# Sycophila kokila
Sycophila kokila är en stekelart som beskrevs av T.C. Narendran 1994. Sycophila kokila ingår i släktet Sycophila och familjen kragglanssteklar. Inga underarter finns listade i Catalogue of Life.